# Дуб черешчатий (Мелітополь)
Дуб чере́шчатий — ботанічна пам'ятка природи місцевого значення в Україні. Розташований у межах міста Мелітополь Запорізької області, на території «Парку біля залізничної станції». 
Площа 0,05 га. Статус присвоєно згідно з рішенням Запорізького обласного виконавчого комітету від 12.12.1979 року № 533. Перебуває у віданні Мелітопольської міської ради. 
Статус присвоєно одному екземпляру дуба черешчатого. Орієнтовний вік дерева — бл. 400 років.